# بانک اسلامی افغانستان
بانک اسلامی افغانستان در ۱۸ مارس ۲۰۰۹ با ریاست امیر خلیل الرحمان تأسیس شد.
یکی از مؤسسات بانکداری و مالی اسلامی پیشرو در افغانستان، بانک اسلامی افغانستان به عنوان یک سازمان بانکی یکپارچه با قانون بانکداری در افغانستان و دارای مجوز از د افغانستان بانک (DAB) فعالیت می‌کند. از سال ۲۰۰۹، بانک اسلامی افغانستان تحت تملک عزیزی گروپ، ۱۰۰٪ زیرمجموعه عزیزی بانک، کار می‌کند. تا کنون، IBA 62 شعبه در سراسر کشور با بیش از ۸۰۰ متخصص بسیار آموزش دیده و ماهر ایجاد کرده‌است. این بانک متعهد به تقویت یک بدنه مالی سالم با چشم‌اندازی برای تضمین بیشترین ایمنی و امنیت برای مشتریان خود است.